# Aile delta
Ne doit pas être confondu avec Deltaplane.

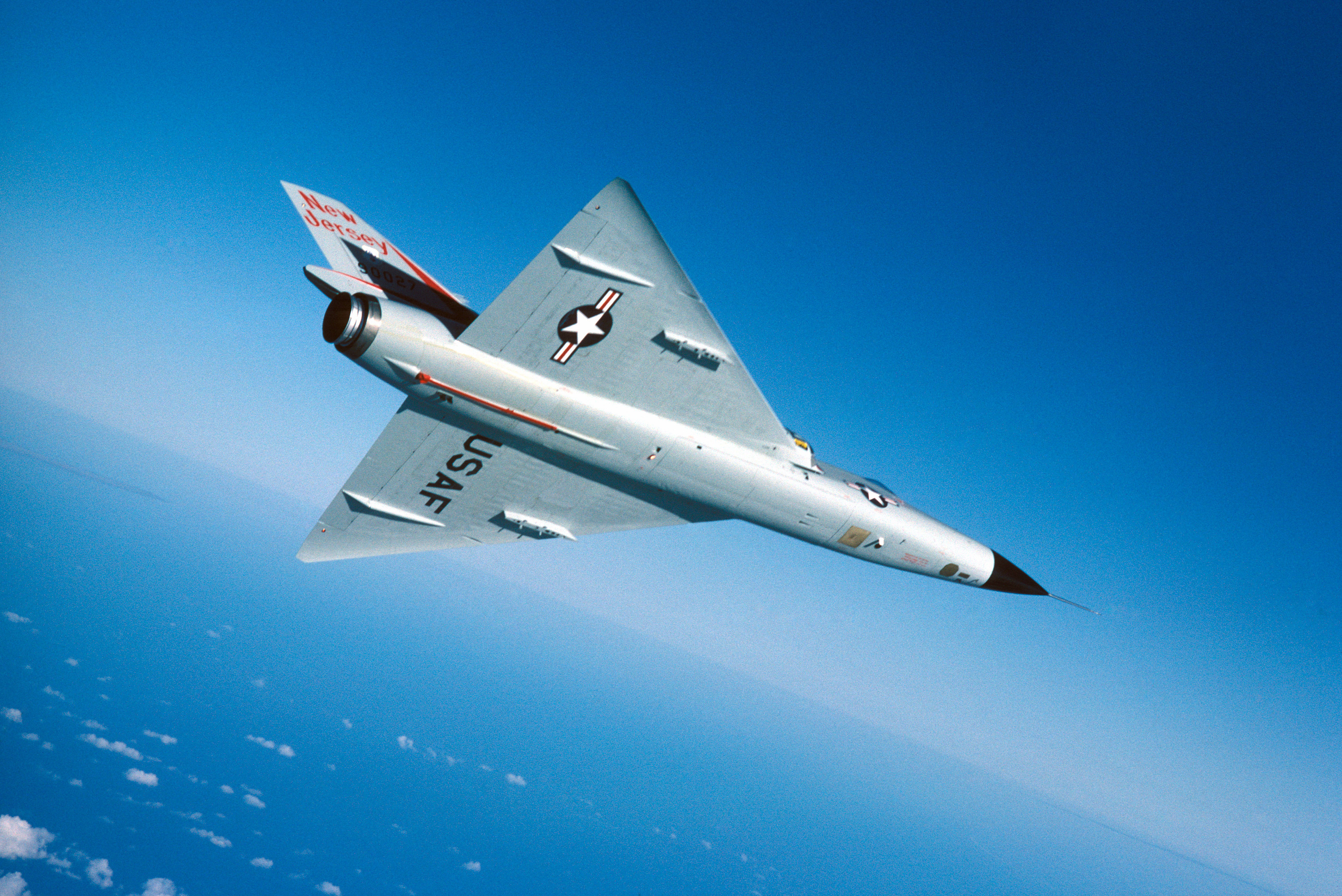
Convair F-106 Delta Dart, intercepteur à aile delta.

Une aile delta, de la lettre majuscule grecque delta (Δ), est une configuration d'aile caractérisée par une voilure en forme de triangle isocèle souvent stable par elle-même en tangage et autorisant donc l'absence d'empennage horizontal. Elle connaît néanmoins de nombreuses variantes s'éloignant de cette géométrie — aile delta avec empennage horizontal, tronquée, brisée (ou double delta) ou encore aile gothique (ou en ogive) — destinées à améliorer les performances, notamment aérodynamiques, des aéronefs qu'elle équipe. 
Brevetée en 1867 mais popularisée seulement à partir des années 1930, l'aile delta est aujourd'hui encore privilégiée par de nombreux avions de chasse supersoniques pour sa bonne résistance structurelle alliée à un poids restreint, et sa capacité d'emport conséquente. Dans le domaine civil, seuls les supersoniques franco-anglais Concorde et soviétique Tupolev Tu-144 sont équipés d'une aile delta, ou plus précisément de sa variante dite « gothique » pour le Concorde ou « double Delta » pour le Tupolev Tu-144.

## Historique

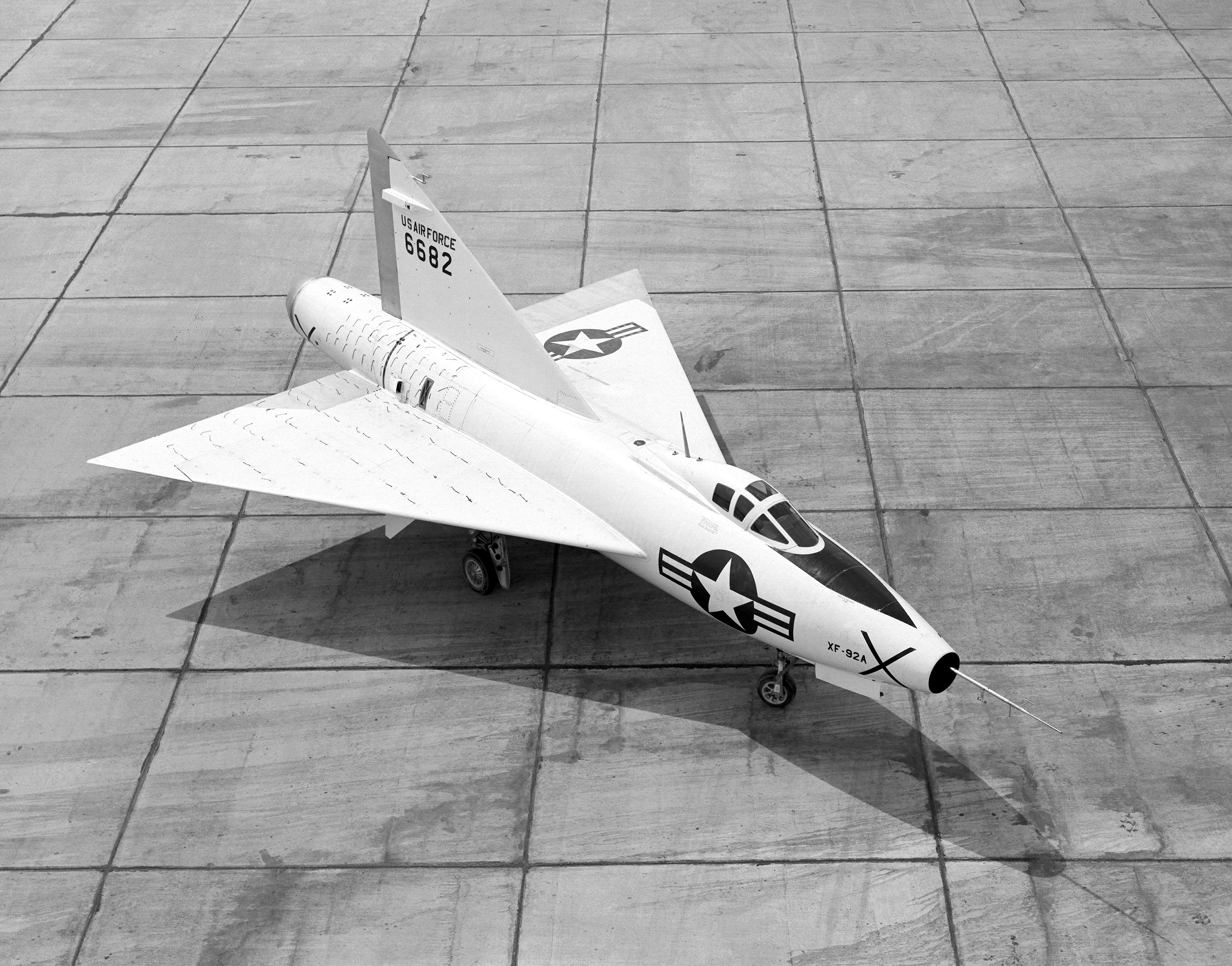
Le Convair XF-92A, premier aéronef américain à aile delta.

Le 19 juillet 1867, les inventeurs anglais James William Butler et Edmund Edwards déposent un brevet pour un avion à aile en delta propulsé par un jet de vapeur. Pour autant, cette configuration d'aile ne prend réellement de l'ampleur que dans les années 1930, d'abord en France avec les prototypes de Nicolas Roland Payen, puis en Allemagne, avec les travaux de Alexander Lippisch, ou en Suisse avec le projet du N-20 Aiguillon et les planeurs prototypes Arbalète. En 1948, inspiré des travaux de Lippisch, le Convair XF-92A devient le premier aéronef américain à aile delta à voler. Puis, en 1953, le F-102 Delta Dagger fut le premier avion à aile delta construit en série. Les calculs de Johanna Weber démontrent en 1955 la possibilité d'une aile delta élancée, en forme de flèche utilisant un flux d'air séparé pour faciliter le vol supersonique,.

## Caractéristiques et variantes
L'aile en delta a la même caractéristique qu'une aile en flèche prononcée : elle est ainsi bien adaptée au vol à vitesse supersonique car sa forme est proche de celle du cône de Mach. La longue corde à l'emplanture, souvent supérieure à l'envergure, permet de concilier faible épaisseur relative (3 %) et épaisseur absolue suffisante pour la tenue structurelle (longerons) et le logement des accessoires (train, systèmes mécaniques, réservoirs). Ayant par ailleurs généralement une surface plus grande, elle peut renfermer un volume de carburant plus important.
Le coefficient de portance (Cz) maximal d'un aile delta est limité par l'absence de dispositifs hypersustentateurs. Pour cette raison, l'aile en flèche classique avec empennage offre une portance maximale plus élevée, favorable aux évolutions serrées. Cet inconvénient est en partie compensé sur l'aile delta par les suppléments de portance apportés par la portance tourbillonnaire, par l'effet de sol (important pour une aile basse en position cabrée, le bord de fuite étant près du sol) ou encore par la composante verticale de la poussée au décollage, compte tenu de l'angle d'attaque élevé. L'aile delta est par ailleurs caractérisée par une très forte traînée induite due à son faible allongement. Les grandes incidences possibles (faible pente de portance) peuvent enfin amener un masquage aérodynamique de l'empennage vertical.
L'aile gothique (ou en ogive) est une aile delta à flèche variable. Le supersonique civil Concorde et le bombardier Avro Vulcan sont notamment caractérisés par cette configuration mise au point par l'Office national d'études et de recherches aérospatiales (Onera) dans les années 1950. À l'emplanture, la flèche est très accentuée puis diminue vers le bord de fuite. Les extrémités d'aile sont à courbure parabolique. Ces modifications sont destinées à augmenter la portance tourbillonnaire à forte incidence et faible vitesse en générant des vortex (tourbillons) hypersustentateurs au-dessus de l'aile, ; la pente de portance obtenue est d'environ 15 à 20 % supérieure à celle d'une aile delta. Cependant, comme toutes les ailes delta, une aile gothique présente une forte traînée induite aux fortes incidences.
| Delta simple. | Delta avec empennage. | Delta tronquée. | Brisée ou double delta. | Gothique ou en ogive. |

## Utilisation

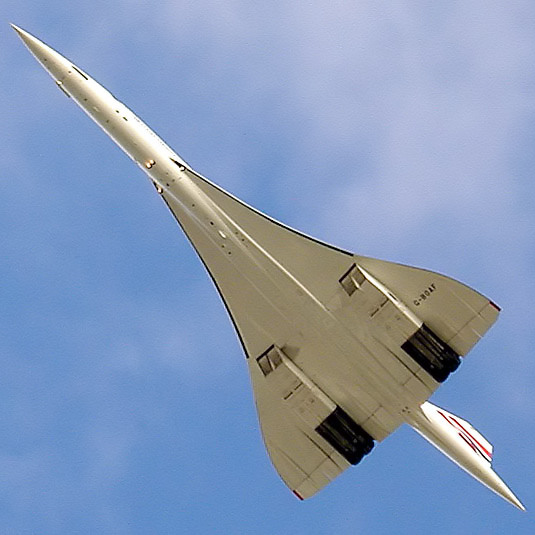
Le Concorde, supersonique civil à aile en ogive.

Dans le domaine civil, l'aile en delta a uniquement été utilisée par les supersoniques franco-anglais Concorde et soviétique Tupolev Tu-144.
Dans le domaine militaire, l'aile delta a été utilisée notamment pour les avions suivants :
- aux États-Unis : Douglas A-4 Skyhawk, Convair F-102 Delta Dagger, F-106 Delta Dart et B-58 Hustler, Lockheed A-12 Oxcart et SR-71 Blackbird ;
- en France : Mirage III et 5, Mirage IV, Mirage 2000, Mirage 4000 et Rafale ;
- au Royaume-Uni : Gloster Javelin, Avro Vulcan (aile gothique) ;
- en Suède : Saab 35 Draken (aile double delta), Saab 37 Viggen, Saab JAS 39 Gripen ;
- en URSS : Mikoyan-Gourevitch MiG-21, Soukhoï Su-9, Su-11 et Su-15 ;
- dans d'autres pays : Eurofighter Typhoon, EFW N-20 Aiguillon, Avro CF-105 Arrow, Chengdu J-10.